# Rolf Luft
Rolf Luft, född 29 juni 1914 i Stockholm, död 22 maj 2007, var en svensk läkare och medicinsk forskare. Han är internationellt mest känd för att 1959 ha beskrivit Lufts sjukdom, som var den första sjukdom som kunde kopplas till störd mitokondriefunktion. 
Rolf Luft, som blev medicine licentiat 1940, disputerade för medicine doktorsgrad 1944 och blev docent, var överläkare 1957–1980 vid Karolinska sjukhuset i Solna och vid Karolinska institutet där han 1958–1980 var professor i endokrinologi.  
Ett forskningscentrum på Karolinska institutet, Rolf Lufts Centrum för diabetesforskning, har fått sitt namn efter honom liksom en aula på Karolinska Universitetssjukhusets område i Solna, Rolf Luft auditorium. Forskningsstiftelsen delar årligen ut Rolf Luft Award till forskare som "gjort banbrytande upptäckter som kan ha stor betydelse för framtagande av nya läkemedel vid behandling av diabetes".
Luft invaldes 1974 som ledamot av Kungliga Vetenskapsakademien. Han blev 1973 ledamot av Karolinska Institutets Nobelkommitté och ordförande av densamma 1977. 1990 tilldelades han utmärkelsen Illis Quorum i 12:e storleken. Han var bland annat engagerad för Israels sak och sionism.